# Ergotelis FC
El Ergotelis FC és la secció de futbol del club poliesportiu Gymnastikos Syllogos Ergotelīs (grec: Γυμναστικός Σύλλογος «O Εργοτέλης» Ηρακλείου Κρήτης, Γ.Σ. Εργοτέλης, Gimnàstic Club Ergotelis Iràklio Creta), de la ciutat d'Iràklio, Creta.
Va ser fundat el 7 d'agost de 1929 amb el nom Athlitikí Énosis «Ó Ergotélis» i el seu nom fa referència a l'antic corredor olímpic Ergotelis d'Hímera.
Manté forta rivalitat amb el rival ciutadà OFI Creta.

## Palmarès
Nacional
- Segona divisió de Grècia-Beta Ethniki
  - 2005-06
- Tercera divisió de Grècia-Gamma Ethniki
  - 1965-66, 2016-17
- Quarta divisió de Grècia-Delta Ethniki
  - 1984-85, 1995-96
- Campionat FCA
  - 1970
- Copa Amateur
  - 1982-83

Regional
- Campionat d'Heraklion[4]
  - 1949-50, 1952-53, 1963-64, 1967-68, 1969-70, 1974-75, 1976-77
- Copa d'Heraklion[5]
  - 1976-77, 1980-81, 1981-82, 1982-83, 1984-85, 1995-96